# Casa a Son 3
La Casa a Son 3 és una obra de Son, al municipi d'Alt Àneu (Pallars Sobirà) inclosa a l'Inventari del Patrimoni Arquitectònic de Catalunya.

## Descripció
Casa de planta rectangular realitzada amb blocs irregulars de pedra granítica i pissarrosa, de planta baixa i tres pisos, el darrer de mansarda. La façana principal és orientada a l'est. Al centre s'obre un portal d'arc rebaixat amb dovelles de diferents mides disposades simètricament. Les que formen l'arc són totes relativament petites, excepte les dues extremes majors. Els muntants són formats per blocs de grans dimensions, disposats alternativament de forma horitzontal i vertical.
Damunt mateix l'arc de la portalada s'obre un balcó flanquejat per dues altres obertures. La mateixa distribució tripartita es troba al pis superior. Totes les obertures, finestres o balcons, presenten arcs rebaixats que arriben a ser quasi horitzontals, construïts amb aparell petit.